# Wade Mainer
Wade Mainer (Buncombe County, 21 april 1907 - Flint (Michigan), 12 september 2011) was een Amerikaans zanger en banjospeler.

## Biografie
Mainer werd geboren in een arm gezin. Op jonge leeftijd leerde hij al op de banjo spelen. In 1934 nam hij zijn eerste singles op. Vanaf werkte hij samen met Zeke Morris. Hij richtte in 1938 een band op die Sons of the Mountaineers heette. Mainer en zijn groep speelden vooral bluegrass en gospel. Tussen 1953 en 1973 werkte hij ook voor General Motors
In 1987 ontving hij van president Ronald Reagan een eervolle vermelding voor zijn bijdrage aan de Amerikaanse muziek.
Mainer overleed in 2011 op 104-jarige leeftijd. Hij trad nog op tijdens een concert ter ere van zijn 101e verjaardag in 2008 samen met zijn vrouw.